# بیلی گست
بیلی گست (انگلیسی: Billy Guest; ۸ فوریهٔ ۱۹۱۴ – ۱۵ نوامبر ۱۹۹۴) بازیکن فوتبال اهل بریتانیا بود.
از باشگاه‌هایی که در آن بازی کرده‌است می‌توان به باشگاه فوتبال پیتربورو یونایتد، باشگاه فوتبال بلکبرن روورز، باشگاه فوتبال کیدرمینستر هاریرس، باشگاه فوتبال بیرمنگام سیتی، و باشگاه فوتبال والسال اشاره کرد.